# محمد جميل داود
محمد جميل داود لاعب كرة قدم بحريني يلعب حاليا لصالح نادي الدرجة الأولى الحالة البحريني في خط الوسط من 2016.